# ライラ・カリド
ライラ・カリド（アラビア語: ليلى خالد, laylā(lailā) khālid, 文語発音：ライラー・ハーリド、公式英字表記：Leila Khaled（レイラ・ハーレド）、1944年4月9日 - ）は、パレスチナ民族評議会員で元パレスチナ解放人民戦線（PFLP）の活動家で元戦闘員。

## プロフィール

### 生い立ち
第二次世界大戦中の1944年に、当時イギリスの委任統治領であったパレスチナのハイファで生まれた。その後1947年にイスラエルの建国を嫌って家族全員でレバノンのベイルートへ移住した。

### パレスチナ解放運動
1959年にジョージ・ハバシュが率いるパレスチナ解放運動に参画し、その後1967年にハバシュが設立したパレスチナ解放人民戦線に参画した。その後の1969年8月29日にPFLPが起こしたローマ発アテネ行きのトランス・ワールド航空840便ハイジャック事件を成功させたことで、PFLPの女性活動家として世界的に著名になった。しかしこの事件でその顔写真が世界中で報じられ世界的に著名になったため、その後新たなテロ事件を起こすべく整形手術を受けた。

### 同時ハイジャック事件

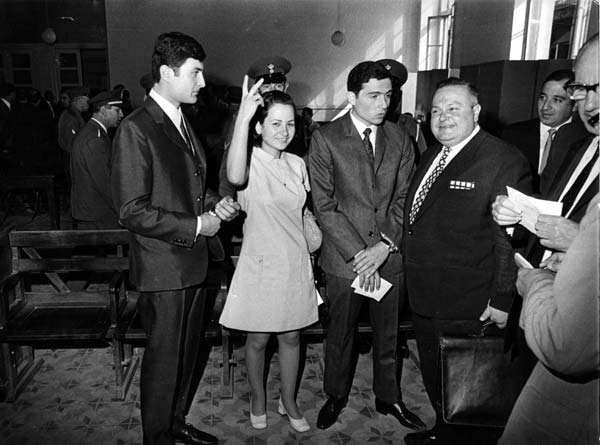
1970年代

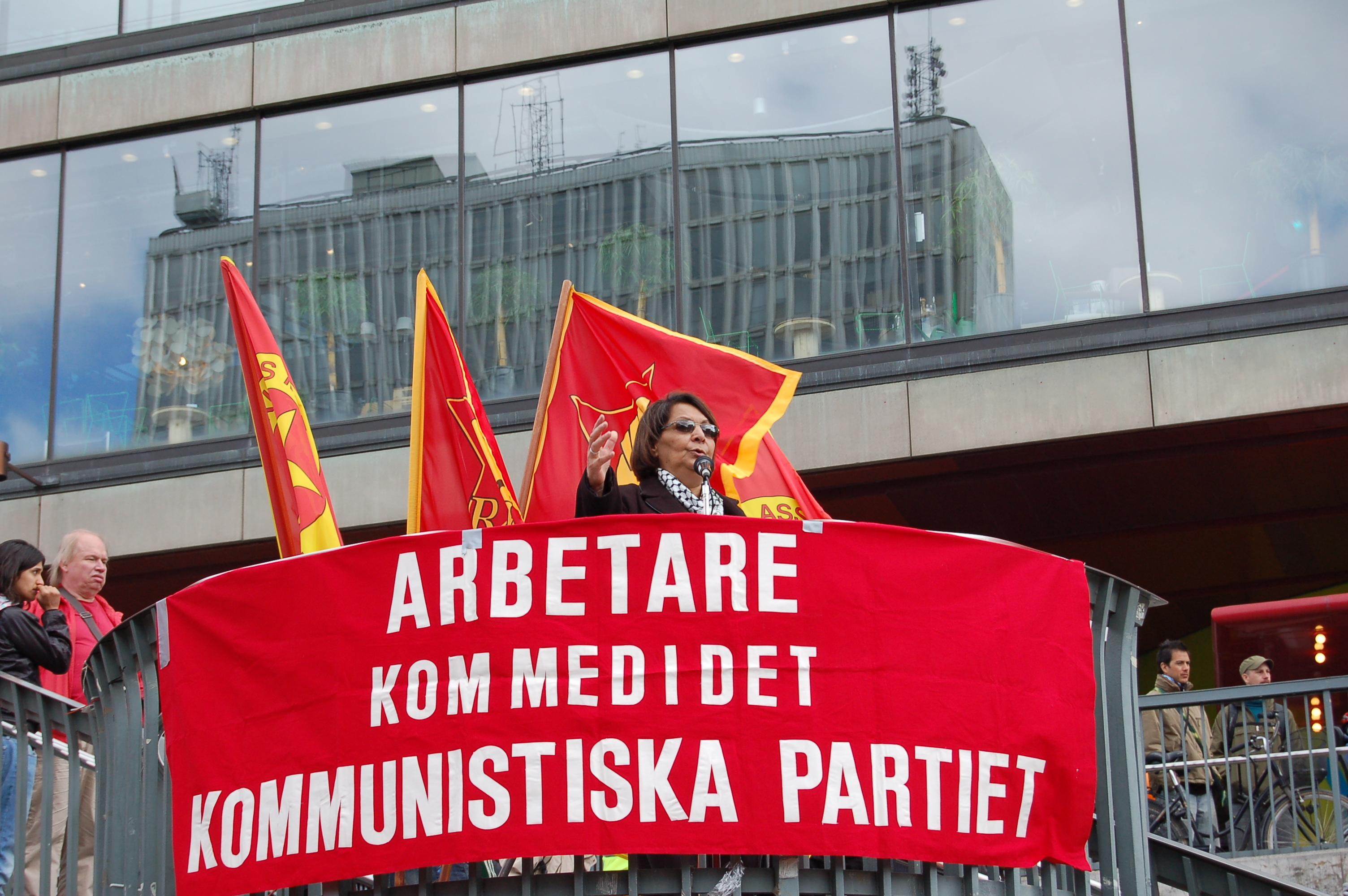
2000年代

1970年9月6日に、イスラエルや西ドイツ、スイスなどに捕らえられた活動家を釈放させるべくPFLPが起こしたPFLP旅客機同時ハイジャック事件の一環として、テルアビブ発アムステルダム経由ニューヨーク行きのエル・アル航空219便をハイジャックした。
しかし、同乗していた私服警備員が、カリドとともにハイジャックを行ったサンディニスタ民族解放戦線の活動家として世界的に著名なニカラグア系アメリカ人のパトリック・アルゲーロを射殺し、カリドも銃撃戦の末取り押さえたために失敗に終わった。その後同機はロンドンのヒースロー空港に着陸し、カリドはスコットランド・ヤードに引き渡された。
なお、この際にエル・アル航空機以外にも4機の航空機がハイジャックされ、そのうちの3機がヨルダン国内に強制着陸させられ300人以上の人質が捕らえられたため、PFLPは直ちにカリドも「交換釈放リスト」の一員に入れることとなった。その後、イスラエルがPFLPとの直接交渉を拒否したため、国際赤十字委員会やヨルダン、シリア、スイス、アメリカ、イギリスのみならず、ソビエト連邦まで巻き込んだ交渉が行われた結果、9月12日に、全ての乗客、乗務員が釈放された後に、各国に収監されているPFLPの活動家とカリドも釈放された。

### 現在
その後カリドは、PFLPが推し進めた暴力的手段によるパレスチナ解放を否定し、現在はパレスチナ民族評議会のメンバーとして、各国で講演活動を行うなどしている。

## エピソード
- 連合赤軍の構成員であった山本保子はライラ・カリドにちなんで、長女を頼良（ライラ）と名づけた（中国語から採ったという説もある）。